# Ceca 2000
Ceca 2000 je deseti studijski album srbske pop-folk pevke Svetlane Ražnatović Cece, ki je bil objavljen 29. decembra leta 1999, v beograjski založbeni hiši PGP-RTS. 
"Nova žena za novi milenijum" (v slovenščini: nova ženska za novo tisočletje) je bil slogan reklamne kampanje, v okviru katere je pevka objavila zgoščenko, kaseto in koledar za leto 2000. 
PGP-RTS je januarja leta 2000 objavil, da je bil album natisnjen v 295 tisoč izvodih (od tega 265 tisoč izvodov MC kaset in 30 tisoč izvodov CD-jev). 
Z namenom promocije glasbenega albuma Ceca 2000 je bila ustvarjena prva pevkina spletna stran z domeno www.ceca2000.co.yu. To je bila ena prvih glasbenih strani iz Srbije, ki pa od leta 2005 ni več aktivna. 
Promocija albuma je bila ustavljena po dveh tednih, ko je bil 15. januarja 2000 pevkin soprog ubit v atentatu.

## Seznam skladb
| Št.             | Naslov                       | Besedilo                                | Glasba                   | Dolžina |
| --------------- | ---------------------------- | --------------------------------------- | ------------------------ | ------- |
| 1.              | „Dokaz‟                      | Marina Tucaković, Ljiljana Jorgovanović | Aleksandar Milić         | 4:37    |
| 2.              | „Oproštajna večera‟          | M. Tucaković, L. Jorgovanović           | Nikos Karbelas           | 4:13    |
| 3.              | „Crni sneg (duet Aca Lukas)‟ | M. Tucaković, L. Jorgovanović           | Hari Varešanović         | 3:47    |
| 4.              | „Ja ću prva‟                 | M. Tucaković, L. Jorgovanović           | A. Milić                 | 4:21    |
| 5.              | „Sviće dan‟                  | M. Tucaković, L. Jorgovanović           | Milić Vukašinović        | 3:09    |
| 6.              | „Već viđeno‟                 | M. Tucaković, L. Jorgovanović           | A. Milić, Dobrinko Popić | 3:53    |
| 7.              | „Crveno‟                     | M. Tucaković, L. Jorgovanović           | A. Milić                 | 3:54    |
| 8.              | „Brat i sestra‟              | M. Tucaković, L. Jorgovanović           | Nenad Stefanović         | 4:07    |
| 9.              | „Votka sa utehom‟            | M. Tucaković, L. Jorgovanović           | A. Milić                 | 3:58    |
| 10.             | „Drugarice (duet Luna)‟      | M. Tucaković, L. Jorgovanović           | Čeda Čvorak              | 3:58    |
| 11.             | „Ako te ona odbije‟          | M. Tucaković, L. Jorgovanović           | A. Milić                 | 3:26    |
| Skupna dolžina: | Skupna dolžina:              | Skupna dolžina:                         | Skupna dolžina:          | 43:12   |

## Promocija albuma
Uradna promocija albuma je bila 29. decembra leta 1999 v beograjskem hotelu Intercontinental. Ceca je na promociji, ki je bila namenjena novinarjem in kolegom, odpela več novih pesmi, med drugimi tudi Crveno in Oproštajna večera, s pevcem Lukasom pa sta odpela skupno pesem Crni sneg. Pevka je na promociji predstavila tudi svoj letni koledar Ceca 2000.
Ceca je za zgoščenko Ceca 2000 posnela dva videospota: Dokaz in Crveno. Srbski režiser Dejan Milićević je leta kasneje priznal, da je pevka nekaj ur pred umorom Arkana posnela tudi videospota za pesmi Oproštajna večera in Votka sa utehom, vendar ju zaradi okoliščin nikoli ni želela objaviti. 
Prva koncertna promocija glasbenega albuma se je zgodila šele na turneji Decenija, leta 2002.

## Koledar Ceca 2000
Ceca 2000 by Dejan Milićević je naziv letnega koledarja, ki je bil objavljen 29. decembra istega leta. Koledar je bil del reklamne kampanje, v okviru katere je pevka promovirala glasbeni album Ceca 2000.  Koledar je izšel v dveh različicah: v A4 in A2 velikosti. Znani srbski fotograf Dejan Milićević je avtor prvega pevkinega koledarja, ki vsebuje 13 fotografij. Koledar v A2 velikosti je letni koledar za obdobje od januarja do decembra 2000. Druga različica koledarja, v A4 velikosti je objavljen v posebni izdaji estradnega magazina Pink revija.  Televizijska promocija koledarja je bila 12. januarja v oddaji Maksovizija na Pink TV. 

## Glasbene lestvice
| Lestvice                                    | Mesto |
| ------------------------------------------- | ----- |
| 50 najboljših albumov narodne glasbe (D.M.) | 32    |

## Zgodovina objave zgoščenke
| Država      | Datum             | Založba | Oblika |
| ----------- | ----------------- | ------- | ------ |
| Jugoslavija | 29. december 1999 | PGP-RTS | CD, MC |